# 국도 제358호선 (일본)

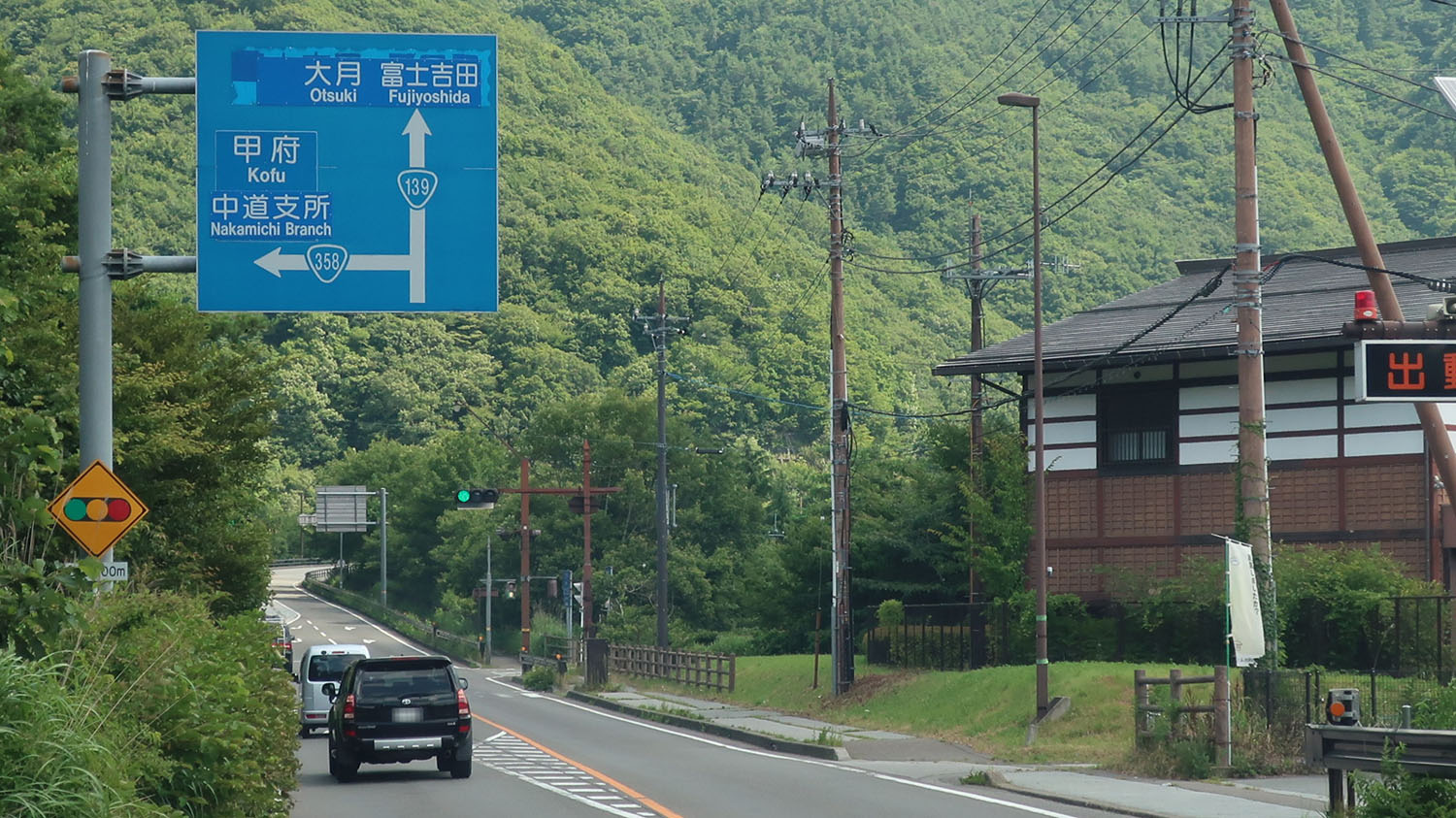
358번 국도의 기점. (야마나시현 미나미쓰루군 후지카와구치코정 아카이케 교차로)

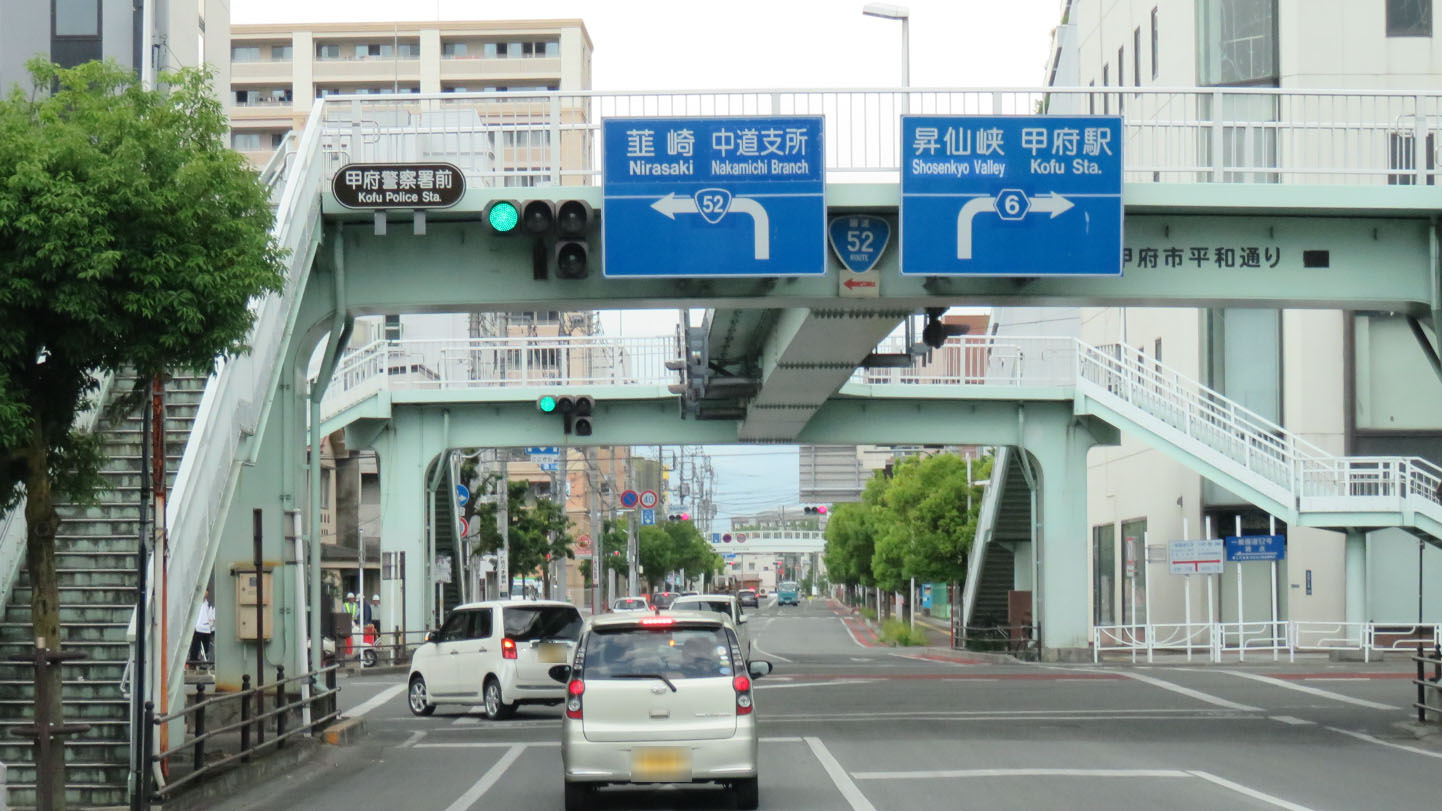
358번 국도의 종점. (야마나시현 고후시 고후 경찰서 앞 교차로)

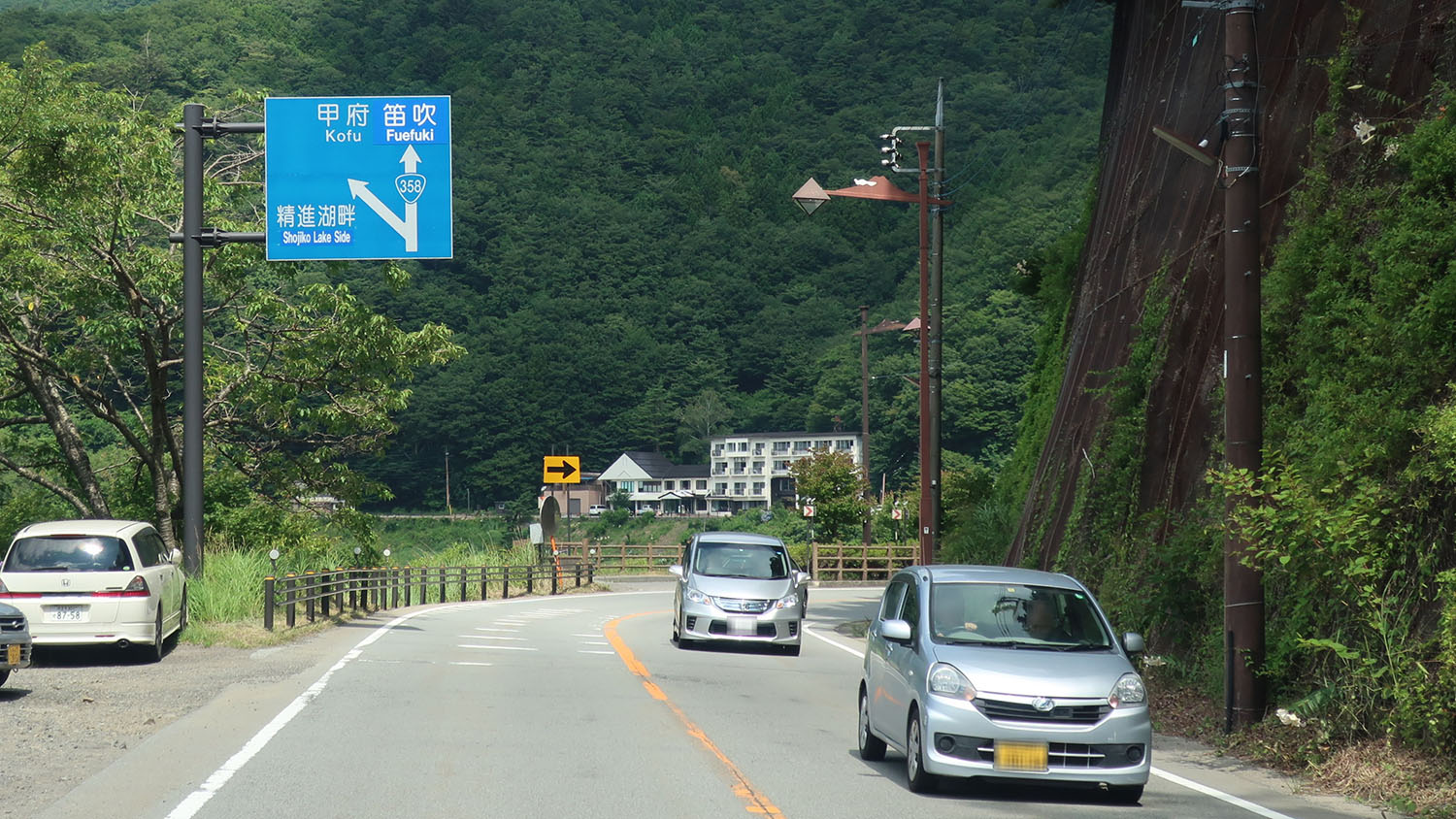
쇼지호 부근 (야마나시현 미나미쓰루군 후지카와구치코정 쇼지)

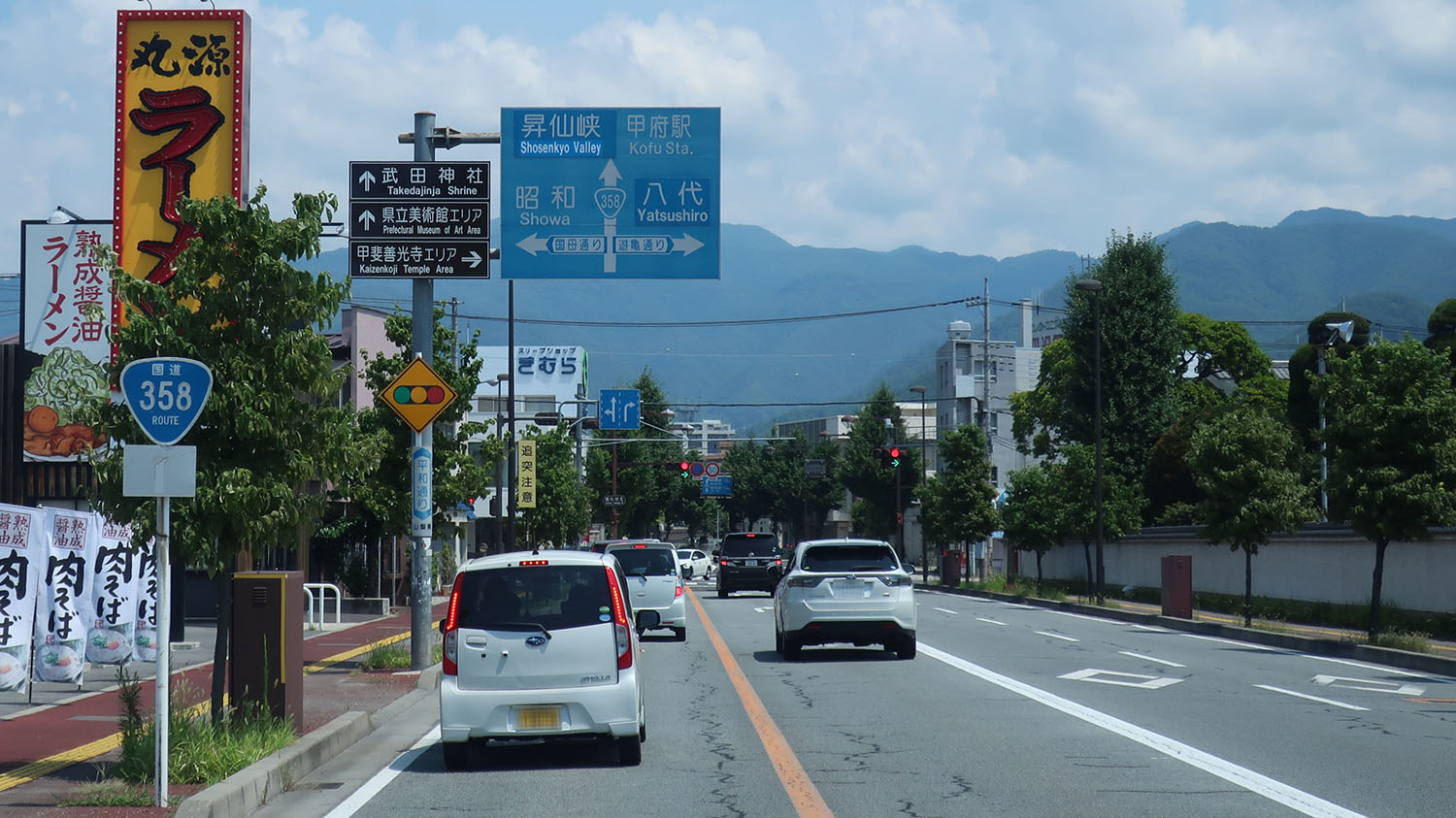
고후시 중심부의 '헤이와 거리' (야마나시현 고후시 이세2초메)

국도 제358호선(일본어: 国道358号)은 야마나시현 미나미쓰루군 후지카와구치코정에서 야마나시현 고후시까지 이어주는 총 연장 28.0 km, 현도 27.7 km의 거리를 가진 일반 국도이다.

## 노선 정보
일반 국도의 노선을 지정하는 정령에 따라 기종점 및 경유지는 다음과 같다.
- 기점 : 야마나시현 미나미쓰루군 후지카와구치코정 (아카이케 = 아카이케 교차로)
- 종점 : 고후시 (고후 경찰서 앞 교차로 = 국도 제52호선, 국도 제411호선과 교차)
- 중요한 경유지 : 히가시야쓰시로군(일본어판) 나카미치정
- 총 연장 : 28.0 km
- 실제 연장 : 28.0 km
  - 현도 : 27.7 km
  - 구도 : 없음
  - 신도 : 0.3 km

## 연혁
- 1975년(쇼와 50년) 4월 1일 : 국도 지정

## 노선 개황

### 중복 구간
- 국도 제52호선 : 아이오이 보도교 교차로 ~ 고후 경찰서 앞 교차로

## 지리

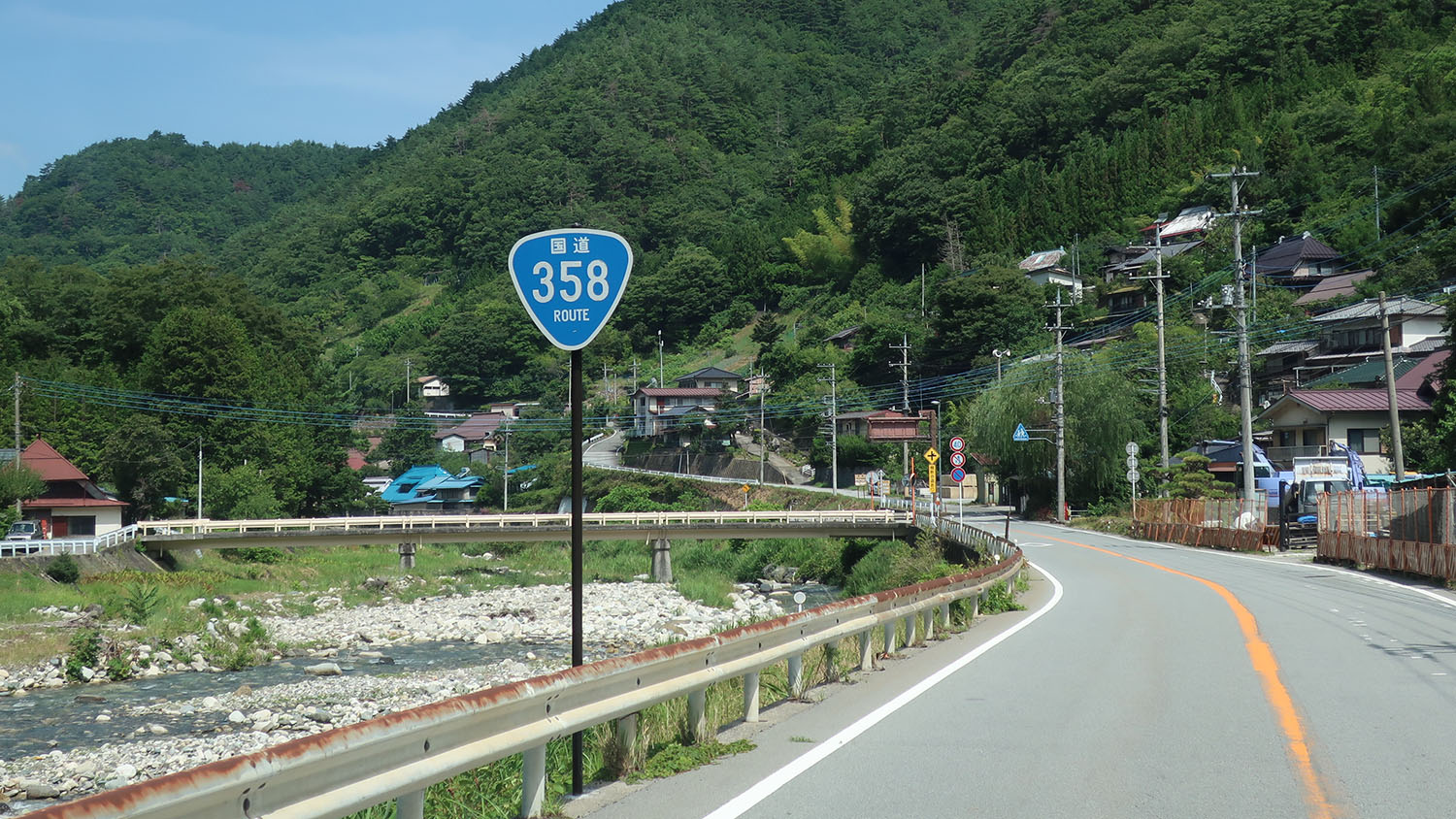
야마나시현 고후시 후루세키마치 (2018년 7월 촬영)

### 통과하는 지자체
- 야마나시현
  - 미나미쓰루군 후지카와구치코정 - 고후시 - 니시야쓰시로군 이치카와미사토정 - 고후시 - 후에후키시 - 고후시

### 교차하는 도로

#### 고속도로
- 주오 자동차도
- 신야마나시 환상 도로(일본어판)

#### 일반 국도
- 국도 제20호선
- 국도 제52호선
- 국도 제139호선
- 국도 제140호선